# Don Payne (Musiker)
Donald R. „Don“ Payne (* 7. Januar 1933 in Wellington, Texas; † 25. Februar 2017 in Plantation, Florida) war ein US-amerikanischer Jazz- und Studiomusiker (Kontrabass).

## Leben und Wirken
Payne, der in Kalifornien aufwuchs, lernte zunächst mit zehn Jahren Trompete, bevor er mit 16 Jahren zum Kontrabass wechselte. Er spielte ab Mitte der 1950er-Jahre in Los Angeles u. a. mit Harry Babasin, Joe Maini, Ornette Coleman (Something Else!!!), Art Pepper und Paul Horn. Nach seinem Umzug nach New York City war er vorwiegend als Studiomusiker tätig; daneben arbeitete er in der dortigen Jazzszene mit Mundell Lowe, Chris Connor, Herbie Mann, Stan Getz, Bobby Scott, Gary McFarland, Maynard Ferguson, Jackie Cain, Bobby Hackett, Freddie McCoy, Tony Bennett, John Tropea und Joe Beck (Nature Boy, 1969). In den 1970er-Jahren wirkte er an Produktionen von Loudon Wainwright III, Judy Collins, Roy Buchanan, Leonard Cohen (New Skin for the Old Ceremony, 1974), Janis Ian, Luiz Henrique, Harry Chapin und Melanie Safka mit. Nach seiner Rückkehr nach Kalifornien legte er das Album Rhapsodic Echoes (2000) vor, an dem u. a. Dave Hubbard und Don Friedman zu hören sind.	Im Bereich des Jazz war er zwischen 1957 und 2000 an 35 Aufnahmesessions beteiligt.  Außerdem betätigte er sich als Komponist, u. a. für die Fernsehserie Die Simpsons. Payne lebte zuletzt in Florida, wo er im Februar 2017 im Alter von 84 Jahren starb.